# Ficedula nigrorufa
A Ficedula nigrorufa a madarak osztályának verébalakúak (Passeriformes) rendjéhez és a  légykapófélék (Muscicapidae) családjához tartozó faj.

## Rendszerezése
A fajt Thomas C. Jerdon brit ornitológus írta le 1839-ben, a Saxicola nembe Saxicola nigrorufa néven.

## Előfordulása
India déli részén honos, de eljut Srí Lanka területére is. Természetes élőhelyei a szubtrópusi vagy trópusi síkvidéki és hegyi esőerdők, valamint magaslati cserjések. Állandó, nem vonuló faj.

## Megjelenése
Testhossza 13 centiméter, testtömege 7-10 gramm.
|  |

## Természetvédelmi helyzete
Az elterjedési területe nagy, egyedszáma ugyan csökken, de még nem éri el a kritikus szintet. A Természetvédelmi Világszövetség Vörös listáján nem fenyegetett fajként szerepel.